# ジョージ・ジェファーソン
ジョージ・ジェファーソン（George Gordon Jefferson、1910年2月28日 – 1996年2月13日）は、アメリカ合衆国の元陸上競技選手である。彼は1932年ロサンゼルスオリンピックの棒高跳で銅メダルを獲得した。

## 経歴
カリフォルニア州イングルウッドで生まれ、カリフォルニア大学ロサンゼルス校に進学した。在学中の1932年、ロサンゼルスオリンピックのアメリカ合衆国代表選考会で4メートル21センチの記録を出して3位につけ、オリンピック代表に選出された。
ロサンゼルスオリンピックでの男子棒高跳は、1932年8月3日にロサンゼルス・メモリアル・コロシアムを会場として、4つの国から8選手（アメリカ3人、日本2人、ブラジル2人、ギリシャ1人）が出場し、予選なしの決勝のみで実施された。事前の予想では、オリンピックアメリカ合衆国代表選考会で当時の世界新記録4メートル37センチを記録して優勝していたビル・グレイバーが金メダルの有力候補だった。しかし、グレイバーは選考会での好調を維持できず、4メートル15センチの記録で4位入賞に終わった。結局同じくアメリカ代表として出場したウィリアム・ミラーが当時のオリンピック新記録4メートル31.5センチを跳んで優勝し、日本の西田修平が4メートル30センチで続いた。ジェファーソンはオリンピックタイ記録となる4メートル20センチの記録で3位となって、銅メダル獲得を果たした。その後1996年にカリフォルニア州ベンチュラで死去している。